# Ilhéu de Monchique

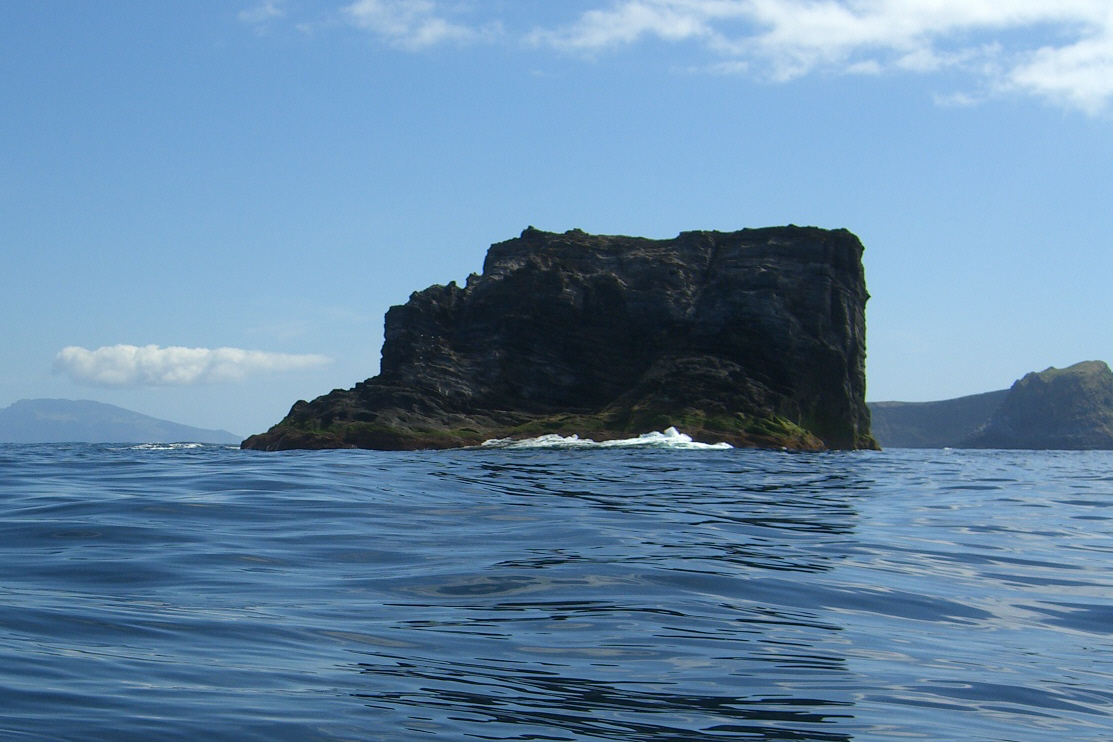
Ilhéu de Monchique, visto a partir do sudoeste. Ao fundo, as ilhas do Corvo (esquerda) e Flores.

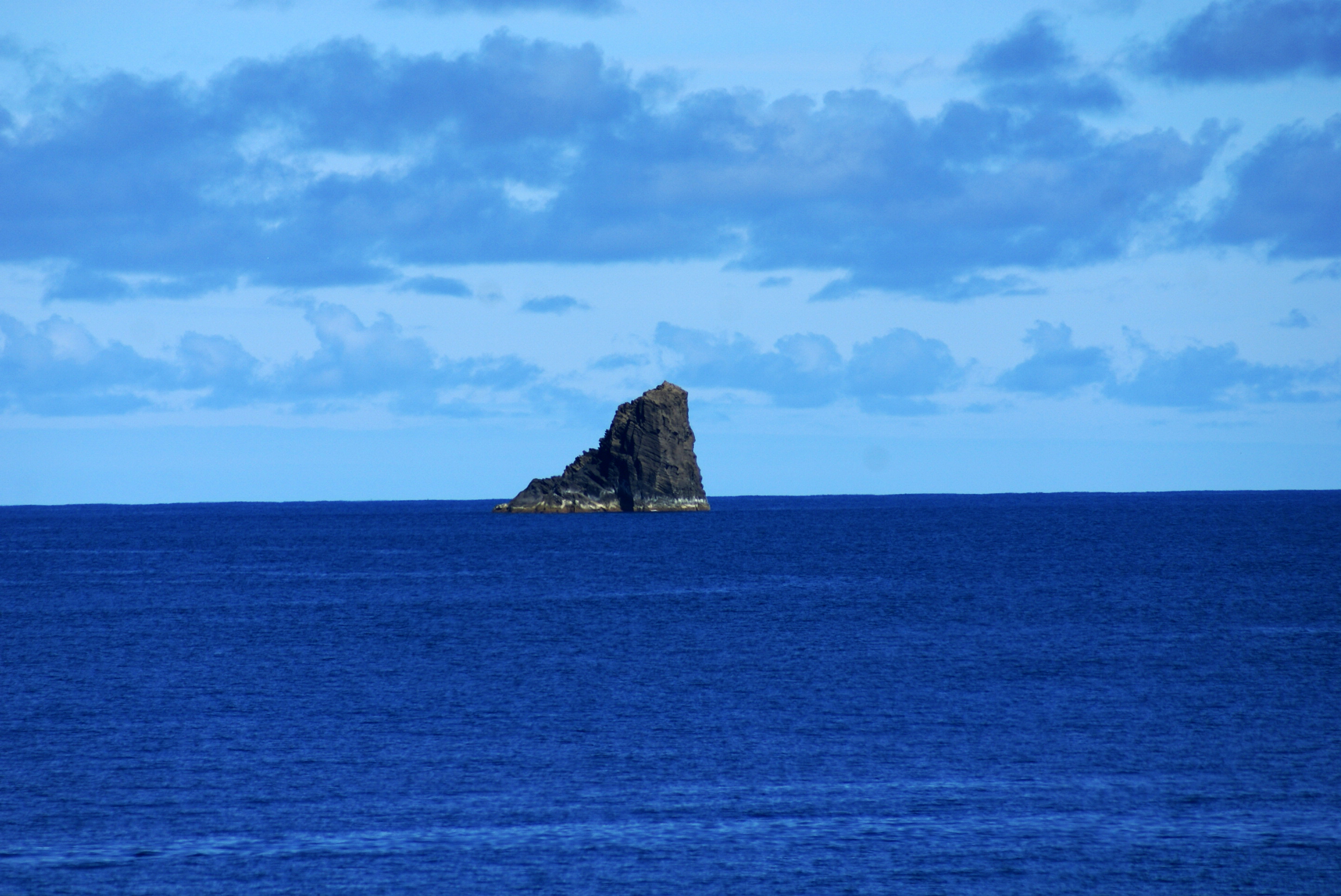
Ilhéu de Monchique, visto a partir do sudoeste, da costa da Fajã Grande.

O ilhéu de Monchique é um grande rochedo oceânico, com 30 metros de altura, situado em frente à costa oeste da ilha das Flores, nos Açores, nas coordenadas geográficas 39º 29.665' N e 31º 16.494' W. É o ponto mais a Oeste de Portugal e, se o grupo ocidental dos Açores for considerado parte da Europa (ainda que esteja na Placa Norte-Americana) é também o ponto mais a Oeste do continente europeu. Na altura em que a navegação era feita com base nos corpos celestes este ilhéu de Monchique serviu como ponto de referência para acertar as rotas e verificar os instrumentos de navegação,
O ilhéu é um enorme rochedo de sólido basalto, constituindo os restos de um cone litoral desmantelado pela erosão marinha. Eleva-se a partir de uma plataforma sita a 40–50 m de profundidade, constituída por escoadas lávicas de morfologia irregular, o que confere aos fundos circundantes um microrrelevo acentuado. São numerosas as cavidades submarinas nas encostas dos ilhéu. A região mais profunda da formação é recoberta por depósitos de blocos, calhaus rolados areias. Nas zonas próximas à linha de costa do ilhéu as escoadas lávicas apresentam grandes fracturas, originando paredes verticais. A baixa profundidade existem covas de gigante de grandes dimensões.
O ilhéu está no centro de uma região de grande diversidade biológica, com cerca de uma centena de espécies identificadas e um índice de Margalef de 11,0. A flora litoral é dominada pela espécie Dictyota dichotoma, uma alga castanha iridiscente. Na região intertidal existem populações numerosas dos moluscos Patella aspera (lapa-brava) e Megabalanus azoricus (cracas). Nas águas circundantes são abundantes os peixe-rei (Coris julis).
O ilhéu empresta o nome ao mensário O Monchique, o último jornal que se publicou na Ilha das Flores, no concelho das Lajes das Flores, actualmente fechado.